# Еджворт (Пенсільванія)
Еджворт (англ. Edgeworth) — місто (англ. borough) в США, в окрузі Аллегені штату Пенсільванія. Населення — 1669 осіб (2020).

## Географія
Еджворт розташований за координатами 40°33′16″ пн. ш. 80°11′32″ зх. д. / 40.55444° пн. ш. 80.19222° зх. д. (40.554421, -80.192335).  За даними Бюро перепису населення США в 2010 році місто мало площу 4,34 км², з яких 3,88 км² — суходіл та 0,47 км² — водойми.

## Демографія
Згідно з переписом 2010 року, у селищі мешкало 1680 осіб у 608 домогосподарствах у складі 489 родин. Густота населення становила 387 осіб/км².  Було 655 помешкань (151/км²).
Расовий склад населення:
| - 97,1 % — білих - 1,0 % — чорних або афроамериканців - 0,7 % — азіатів |

До двох чи більше рас належало 1,0 %. Частка іспаномовних становила 1,6 % від усіх жителів.
За віковим діапазоном населення розподілялося таким чином: 31,9 % — особи молодші 18 років, 51,7 % — особи у віці 18—64 років, 16,4 % — особи у віці 65 років та старші. Медіана віку мешканця становила 45,9 року. На 100 осіб жіночої статі у селищі припадало 84,6 чоловіків;  на 100 жінок у віці від 18 років та старших — 81,0 чоловіків також старших 18 років.
Середній дохід на одне домашнє господарство  становив 255 667 доларів США (медіана — 155 170), а середній дохід на одну сім'ю — 295 056 доларів (медіана — 183 750). Медіана доходів становила 143 125 доларів для чоловіків та 70 625 доларів для жінок. За межею бідності перебувало 2,2 % осіб, у тому числі 2,1 % дітей у віці до 18 років та 1,1 % осіб у віці 65 років та старших.
Цивільне працевлаштоване населення становило 737 осіб. Основні галузі зайнятості: освіта, охорона здоров'я та соціальна допомога — 24,2 %, науковці, спеціалісти, менеджери — 22,4 %, фінанси, страхування та нерухомість — 10,2 %, виробництво — 9,5 %.